# Stuck on You
Stuck on You (bra: Ligado em Você; prt: Agarrado a Ti) é um filme estadunidense de 2003 do gênero comédia dramática, dirigido pelos irmãos Bobby e Peter Farrelly, e estrelado por Matt Damon e Greg Kinnear.

## Sinopse
Bob (Matt Damon) e Walt (Greg Kinnear) são irmãos siameses famosos em uma pequena cidade americana. Os dois sempre conviveram muito bem até que Walt decide virar ator e tem de convencer o irmão a juntar-se a ele nessa jornada rumo à Hollywood.
Bob e Walt logo fazem amizade com uma vizinha sensual (Eva Mendes), que ajuda Walt, levando-o a um idoso e grisalho empresário (Seymour Cassel), cuja ideia para o primeiro trabalho para Walt é em um filme pornô.

## Elenco
- Matt Damon — Bob Tenor
- Greg Kinnear — Walt Tenor
- Eva Mendes — April Mercedes
- Cher — Cher / Honey
- Seymour Cassel — Morty O'Reilly
- Wen Yann Shih — May Fong
- Pat Crawford Brown — Mimmy
- Ray 'Rocket' Valliere — Rocket
- Tommy Songin — Tommy
- Terence Bernie Hines — Moe Neary
- Jackie Flynn — Howard
- Fernanda Lima — Susie
- Annabella Thorne — MC Sideline

## Recepção
Stuck on You teve recepção geralmente favorável por parte da crítica especializada. Em base de 37 avaliações profissionais, alcançou uma pontuação de 62 em 100 no Metacritic.